# 29 Dywizja Piechoty (Imperium Rosyjskie)
29 Dywizja Piechoty (ros. 29-я пехотная дивизия) – dywizja piechoty Armii Imperium Rosyjskiego, w tym okresu działań zbrojnych I wojny światowej.

## Charakterystyka
W 1914 wchodziła w skład 20 Korpusu Armijnego. Sztab dywizji stacjonował w Rydze. W tym czasie dywizja etatowo posiadała cztery pułki po cztery bataliony oraz brygadę artylerii polowej z 6 bateriami po 8 dział. Doświadczenie zdobyte podczas walk na frontach I wojny światowej  skutkowało zmianami organizacyjnymi. Zimą z 1916 na 1917 rozpoczęto reorganizację dywizji piechoty. Zredukowano liczbę batalionów z 16 do 12 i zmniejszono liczbę dział polowych na mniej aktywnych odcinkach frontu.

## Struktura organizacyjna
Organizacja w 1914
- 1 Brygada Piechoty (Lipawa)
  - 113 Starorusski pułk piechoty (Lipawa)
  - 114 Nowotorżoski pułk piechoty (Mitawa)
- 2 Brygada Piechoty (Ryga)
  - 115 Wiaziemski pułk piechoty (Ryga)
  - 116 Małojarosławski pułk piechoty (Ryga)
- 29 Brygada Artylerii (Ryga)